# نهنگ سفید
نهنگ سفید یا نهنگ بـِلوگا یکی از آب‌بازسانان است که در آب‌های نزدیک به قطب شمال زندگی می‌کنند و به همراه شبه‌نهنگ تک‌شاخ، دو عضو تیره تک‌دندانان را تشکیل می‌دهند. نهنگ‌های سفید به خاطر صدای زیری که دارند «قناری‌های دریا» نیز نامیده می‌شوند. با دارا بودن طولی در حدود ۵ متر و رنگ سفید بدن، تشخیص این آبزیان از دیگر پستانداران دریایی بسیار ساده است.
نهنگ سفید یا (دلفیناپترس لوکس) Delphinapterns leucas از جمله گونه‌های قطبی و زیر قطبی نهنگ‌ها، از حیث اندازه و ترکیب شبیه دلفین‌ها می‌باشند و این گونه از نسل شبه‌نهنگ‌های تک‌شاخ هستند و همین‌طور به گونه دلفین‌ها شبیه‌اند. بلوگا از راسته آب‌بازسانان است.
طول این نهنگ‌های کوچک اجتماعی به ۵ متر می‌رسد و وزنشان نیز حدود ۵/۱ تن می‌باشد. وزن آن‌ها در زمان تولد حدود ۸۰ کیلوگرم است. وال‌های بالغ به دلیل رنگ سفید، سر گرد و کوچک و تیغه پشتی بجای باله از سایر وال‌ها قابل تشخیص هستند.
این وال‌ها پستاندارانی هستند که به کندی شنا می‌کنند و خوراک عمده آن‌ها ماهی است. بعضی از گروه‌های این وال‌ها مهاجرت می‌کنند ولی اندازه پوشش یخ میزان جمعیت مهاجر را تعیین می‌کند.
تنها شکارچیان طبیعی این نهنگ‌ها، خرس‌های قطبی و نهنگ‌های قاتل هستند. خرس‌های قطبی به‌ویژه هنگامی که نهنگ‌های سفید در میان یخ گرفتار می‌شوند به آن‌ها حمله می‌کنند. انسان‌ها هم از جمله خطرناکترین تهدیدها برای این والها به‌شمار می‌آیند.
اسکیموها در گذشته به شکار این گونه می‌پرداختند اما در حال حاضر شکار بی‌رویه و تجاری این گونه‌ها نگران کننده‌است. مزاحمت‌های انسان‌ها و آلودگی آبها از دیگر تهدیدات بشمار می‌آید. بدن نهنگ‌های سفید ساکن خلیج نسیت لورنس در کانادا مملو از مواد آلاینده‌است که اجساد این وال‌ها را به لاشه‌های سمی تبدیل کرده‌است.
نهنگ‌های سفید یکی از معدود والهایی هستند که در آکواریوم و پارکهای حیات دریایی نگهداری می‌شوند.
این گونه‌ها به دلیل رنگ خیره‌کننده و لبخند همیشگی صورتشان که توجه همگان را به خود جلب می‌کنند. بیش از خوک دریایی به چشم می‌خورد.

## توصیف ظاهری

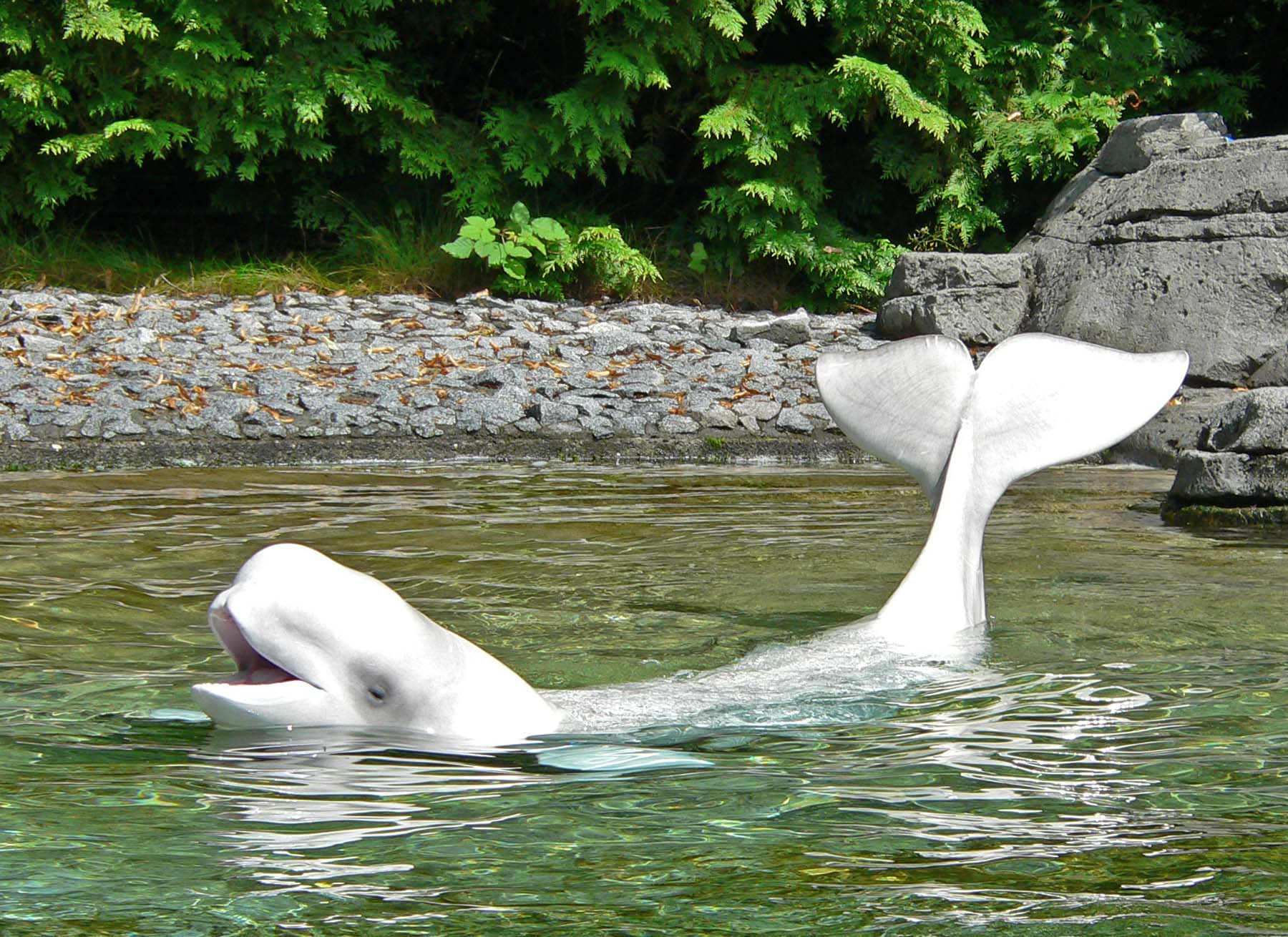
یک نهنگ سفید در آکواریوم ونکوور

نهنگ‌های سفید نر بزرگ‌جثه‌تر از ماده‌ها هستند. طول آن‌ها میان ۲٫۶ تا ۶٫۷ متر است در حالی که طول ماده‌ها میانگینی برابر ۳٫۶ متر دارد. وزن این جانوران میان ۴۰۰ تا ۱٬۵۰۰ کیلوگرم است. طول بچه‌ها در هنگام تولد ۱٫۶–۱٫۵ متر و وزنشان ۸۰ کیلوگرم است.
نهنگ‌های سفید بالغ به ندرت با جانوران دیگر اشتباه گرفته می‌شوند چرا که کامل سفید یا سفید متمایل به خاکستری (شیری) هستند. با این حال بچه‌ها رنگی خاکستری دارند که به تدریج به سفید می‌گراید. سر این نهنگ‌ها شکلی بر خلاف شکل سر هر آب‌بازسان دیگری دارد. مانند بیشتر نهنگ‌های دندان‌دار، نهنگ‌های سفید در جلوی سر خود بخش ملون دارند و ملونشان بسیار گوی‌وار است.
نهنگ سفید می‌تواند با دمیدن هوا در سینوس‌های خود، شکل سرش را تغییر دهد. بر خلاف بسیاری از نهنگ‌ها و دلفین‌ها، ستون مهره‌ها در سر این جانور به هم جوش خورده نیستند و این امکان را به نهنگ سفید می‌دهد که سر خود را به جهت‌های گوناگون بچرخاند. هر فک در آرواره دارای ۱۷ تا ۲۰ دندان است که میزان کل دندان‌های این جانور را به ۳۴ تا ۴۰ عدد می‌رساند.

## گستره و جمعیت
نهنگ سفید در آب‌های قطب شمال میان عرض‌های جغرافیایی °۵۰ تا °۸۰ شمالی زندگی می‌کند. این نهنگ در حوضه آبی رود سن لوران در استان کبک کانادا نیز یافت می‌شود. در هنگام تابستان آن‌ها در دهانه رودها دیده می‌شوند؛ جایی که در آن به تغذیه و پرورش بچه‌هایشان می‌پردازند. دمای آب این مناطق ۸ تا ۱۰ درجه سلسیوس است.